# VIIe gouvernement régional de Madère
 (signalé en mai 2025).
Si vous disposez d'ouvrages ou d'articles de référence ou si vous connaissez des sites web de qualité traitant du thème abordé ici, merci de compléter l'article en donnant les références utiles à sa vérifiabilité et en les liant à la section « Notes et références ».
- Archive Wikiwix
- Bing
- Cairn
- DuckDuckGo
- E. Universalis
- Gallica
- Google
- G. Books
- G. News
- G. Scholar
- Persée
- Qwant
- (zh) Baidu
- (ru) Yandex
- (wd) trouver des œuvres sur Wikidata

Région autonome de Madère
VIe VIIIe
Le VIIe gouvernement régional de Madère (en portugais : VII Governo Regional da Madeira) est le gouvernement de la région autonome de Madère en fonction du 11 novembre 1996 au 14 novembre 2000 durant la septième législature de l'Assemblée législative.

## Composition
| Portefeuille                                                                | Titulaire | Titulaire                                  | Parti   |
| --------------------------------------------------------------------------- | --------- | ------------------------------------------ | ------- |
| Président du gouvernement régional (pt)                                     |           | Alberto João Jardim                        | PPD/PSD |
| Secrétaire régional à la Planification et la à Coordination                 |           | José Paulo Baptista Fontes                 | PPD/PSD |
| Secrétaire régional aux Affaires économiques et à la Coopération extérieure |           | José Agostinho Gomes Pereira de Gouveia    | PPD/PSD |
| Secrétaire régional à l'Agriculture, aux Forêts et à la Pêche               |           | Manuel Jorge Bazenga Marques               | PPD/PSD |
| Secrétaire régional à l'Équipement social et à l'Environnement              |           | Jorge Manuel Jardim Fernandes              | PPD/PSD |
| Secrétaire régional au Tourisme et à la Culture                             |           | João Carlos Nunes Abreu (pt)               | PPD/PSD |
| Secrétaire régional aux Ressources humaines                                 |           | Eduardo António Brazão de Castro           | PPD/PSD |
| Secrétaire régional à l'Éducation                                           |           | Francisco Miguel Azinhais Abreu dos Santos | PPD/PSD |
| Secrétaire régional aux Affaires sociales et parlementaires                 |           | Rui Adriano Ferreira de Freitas            | PPD/PSD |